# Gora pri Komendi
Gora pri Komendi este o localitate din comuna Komenda, Slovenia, cu o populație de 231 de locuitori.